# Prix du film du Conseil de l'Europe

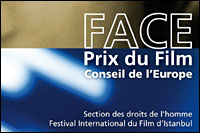
Prix du Film du Conseil de l'Europe (FACE)

Le Prix du film du Conseil de l'Europe (FACE) est décerné chaque année depuis 2007 à l'occasion du Festival international du film d'Istanbul à un réalisateur qui sensibilise le public aux questions des droits de l'homme et contribue à mieux en faire comprendre l'importance.
Ce prix récompense un film ou un documentaire qui promeut les droits de l'homme conformément aux valeurs du Conseil de l'Europe et aux principes de liberté individuelle, de liberté politique et de prééminence du droit.

## Prix et procédure
Le film primé est sélectionné parmi les candidats dans la section « droits de l'homme » du festival. Il peut s'agir d'un documentaire ou d'un long métrage illustrant des mutations sociales et des parcours individuels soulevant des questions liées aux droits de l'homme.
Le prix FACE se compose d'une sculpture en bronze (création de Freddy Ruhlmann, intitulé "Spirale de l'élévation") et d'un prix en espèce de 10 000 euros, offerts en coopération avec Eurimages, qui est le fonds de soutien du Conseil de l'Europe à la coproduction et à la diffusion des œuvres cinématographiques et audiovisuelles.

## Éditions

### 2007
Au nom du Secrétaire Général, Terry Davis, le Commissaire aux droits de l'homme du Conseil de l'Europe, Thomas Hammarberg a décerné le premier prix du film du Conseil de l'Europe le 14 avril 2007 au film de Abderrahmane Sissako, Bamako/La Cour.
Thomas Hammarberg, en décernant le premier Prix du film du Conseil de l'Europe lors de la cérémonie de clôture du festival au Centre de Congrès et d'Exposition Lütfü Kırdar, à Istanbul déclare que « L'égalité, le plein respect des droits de l'homme et la participation active des citoyens ordinaires sont nécessaires pour garantir la justice sociale et le développement social et économique. C'est pour cette raison que le jury a décidé de décerner le Prix du film FACE à Bamako/La Cour ».

### 2008
Maud de Boer-Buquicchio, la secrétaire générale adjointe du Conseil de l'Europe, a décerné le Prix du Film du Conseil de l'Europe 2008 à Li Yang pour Mang Shan / Blind Mountain. Ce film retrace l'histoire d'une jeune étudiante parcourant le nord de la Chine à la recherche d'un emploi. Naïve, elle est enlevée et vendue pour être mariée au fils d'un paysan au fin fond d'un village retiré dans la montagne.

### 2009
Marco Bechis pour le Birdwatchers: « Dans un monde dont les frontières ne cessent de reculer, le respect des populations autochtones et des minorités est essentiel. Le film Birdwatchers véhicule ce message dans un scénario intelligemment construit qui décrit les complexités d’une société en mutation.
Les membres du jury ont aussi décidé de décerner un Prix spécial du jury à Nandita Das pour son film Firaaq, qui « traite courageusement le thème très délicat de l’intolérance religieuse et des querelles sectaires. En exposant les conséquences terribles de ces phénomènes, ce film délivre aussi un message d’espoir et montre que l’être humain peut faire des choix. »